# Ebonyi
Ebonyi je jeden ze 36 států Nigérie. Leží v jihovýchodní části země v regionu South East a jeho hlavním městem je stejnojmenné město Abakaliki. V roce 2022 zde žilo přibližně 3,2 milionu obyvatel a je tak 8. nejméně lidnatým nigerijským státem. Vznikl v říjnu 1996 vyčleněním ze států Abia a Enugu a pojmenován byl po řece Abonyi, která protéká jižní částí státu. Na severu a severovýchodě sousedí se státem Benue, na západě se státem Enugu, na východě a jihovýchodě se státem Cross River a na jihozápadě se státem Abia. Z hlediska rozlohy je Ebonyi čtvrtým nejmenším nigerijským státem. 
Dominantními jazyky ve státě jsou angličtina a igboština. Státem kromě řeky Abonyi protéká také řeka Cross River. Dominantním způsobem obživy obyvatel státu je zemědělství, v menší míře se zde vyskytuje také těžební průmysl. 